# Yuliya Veysberg
Yuliya Lazarevna Veysberg (ou Yuliya Rimskaïa-Korsakova ou Julia Weissberg ; 6 janvier 1880 - 1er mars 1942) est une critique musicale et compositrice russe.

## Biographie
Yuliya Veysberg est née à Orenbourg, en Russie. Elle a étudié à l'Université des femmes et, en 1912, est diplômée du conservatoire de Saint-Pétersbourg, où elle a étudié la composition auprès de Nikolaï Rimski-Korsakov. De 1912 à 1914, elle poursuit ses études à Berlin avec Engelbert Humperdinck et Max Reger.
Elle a épousé Andrey Rimsky-Korsakov, musicologue et fils de Nikolaï Rimski-Korsakov,.
Elle a été de 1915 à 1917 membre du comité de rédaction du premier magazine de musique russe, Muzïkal'nïy sovremennik, que son mari a fondé,.
Elle meurt pendant la Seconde Guerre mondiale pendant le siège de Léningrad mené par les troupes allemandes nazies.

## Œuvres
Les compositions de Veysberg comprennent des œuvres vocales, une symphonie, un scherzo et une fantaisie
- At Night (poème symphonique pour orchestre)
- Chansons chinoises [4]
- Chanson d'automne : Les sanglots longs, op.2 (Zwei Lieder) no.1 (Texte : Paul Verlaine)
- Le ciel est, par-dessus le toit, op.2 (Zwei Lieder) no.1 (Texte : Paul Verlaine)

Elle a également produit plusieurs opéras tels que :
- Русалочка (La Petite Sirène, 1923). Le livret de l'opéra a été écrit par Sophia Parnok et est basé sur le conte de fées du même nom de Hans Christian Andersen[5].
- Гюльнара (Gyul'nara, 1935). Le livret de l'opéra a été écrit par Sophia Parnok et a été achevé à la fin 1931. Il a été dédié à la chanteuse d'opéra Maria Maksakova[6]. Comme Parnok est mort avant la production, Veysberg fait les modifications finales des paroles avant la première en 1935.
- Гуси-лебеди (Oies-Cygnes, 1937). Le livret de l'opéra pour enfants a été écrit par Samouil Marchak et Veysberg.
- Мертвая царевна (La Princesse Morte, 1937). Le livret de l'opéra-radio a été écrit par Alexandre Pouchkine.
- Зайкин дом (Maison du petit lapin, 1937). Le livret de l'opéra pour enfants a été écrit par W. Weltmann.